# Robert Lee Henry

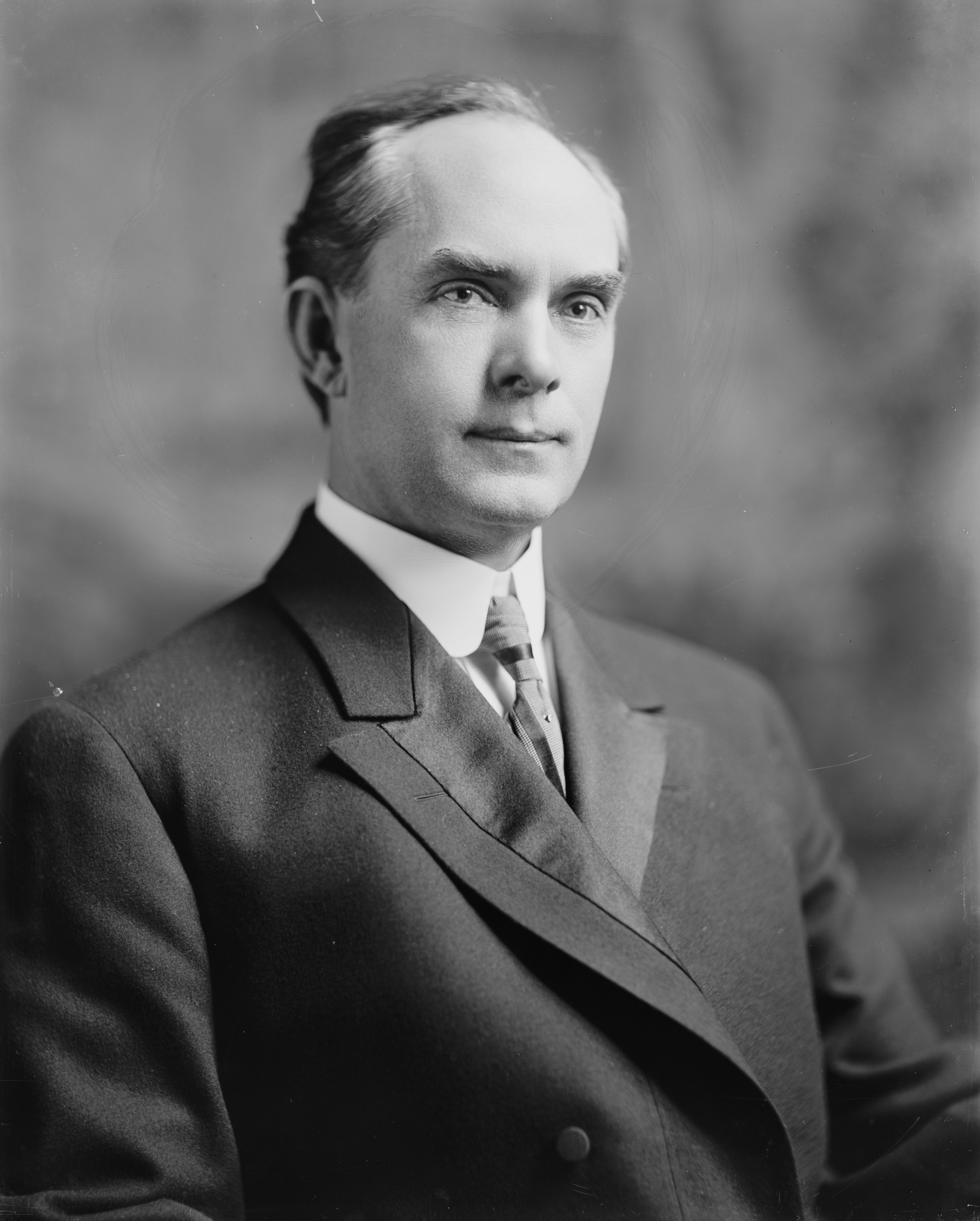
Robert Lee Henry

Robert Lee Henry (* 12. Mai 1864 in Linden, Cass County, Texas; † 9. Juli 1931 in Houston, Texas) war ein US-amerikanischer Politiker. Zwischen 1897 und 1917 vertrat er den Bundesstaat Texas im US-Repräsentantenhaus.

## Werdegang
Robert Henry war ein direkter Nachkomme von Patrick Henry (1736–1799), der während der amerikanischen Revolution eine bedeutende Rolle spielte. Er besuchte die öffentlichen Schulen seiner Heimat und zog im Jahr 1878 in das Bowie County. 1895 ließ er sich im McLennan County nieder. Henry studierte bis 1885 an der Southwestern University in Georgetown. Nach einem anschließenden Jurastudium und seiner 1886 erfolgten Zulassung als Rechtsanwalt begann er für kurze Zeit in Texarkana in diesem Beruf zu arbeiten. Zwischenzeitlich studierte er noch bis 1887 an der University of Texas in Austin. Gleichzeitig schlug er als Mitglied der Demokratischen Partei eine politische Laufbahn ein.
In den Jahren 1890 und 1891 amtierte Henry als Bürgermeister von Texarkana. Zwischen 1891 und 1893 arbeitete er für den Attorney General von Texas; von 1893 bis 1896 war er stellvertretender Generalstaatsanwalt seines Staates. Danach praktizierte er in Waco als privater Rechtsanwalt. Bei den Kongresswahlen des Jahres 1896 wurde Henry im siebten Wahlbezirk von Texas in das US-Repräsentantenhaus in Washington, D.C. gewählt, wo er am 4. März 1897 die Nachfolge von George C. Pendleton antrat. Nach neun Wiederwahlen konnte er bis zum 3. März 1917 zehn Legislaturperioden im Kongress absolvieren. Seit 1903 vertrat er als Nachfolger von Rudolph Kleberg den elften Distrikt seines Staates. Von 1911 bis 1917 war Henry Vorsitzender des Committee on Rules. In seine Zeit als Kongressabgeordneter fiel der Spanisch-Amerikanische Krieg von 1898. Im Jahr 1913 wurden der 16. und der 17. Verfassungszusatz ratifiziert.
1916 verzichtete Henry auf eine erneute Kandidatur. Stattdessen strebte er erfolglos die Nominierung seiner Partei für die Wahlen zum US-Senat an. Danach arbeitete er wieder als Anwalt in Waco. In den Jahren 1922 und 1928 bewarb er sich erneut jeweils erfolglos um die demokratische Nominierung für die Senatswahlen. 1923 verlegte er seinen Wohnsitz und seine Anwaltskanzlei nach Houston. Er starb am 9. Juli 1931 durch eine Schusswunde, die er sich selbst beigebracht hatte. Die Gründe für diesen Selbstmord waren laut einem Artikel der New York Times finanzielle Schwierigkeiten und sein schlechter Gesundheitszustand.